# Ilyarachna una
Ilyarachna una är en kräftdjursart som beskrevs av David Everett Thistle 1980. Ilyarachna una ingår i släktet Ilyarachna och familjen Munnopsidae. Inga underarter finns listade i Catalogue of Life.